# HSF System Cup
De HSF System Cup is een regelmatigheidscriterium in het veldrijden, dat elk seizoen wordt georganiseerd in Tsjechië. De wedstrijden worden allen tussen september en januari in Tsjechië gereden. De opzet is te vergelijken met de Superprestige veldrijden in Vlaanderen. De eerste vijftig rijders van elke cross krijgen punten: 50 voor de winnaar en elke volgende renner een punt minder.
De wedstrijd wordt onder de huidige naam en in de huidige opzet sinds 2024 verreden. De TOI TOI Cup, vernoemd naar sponsor TOI TOI sanitarni systemy. werd tussen 2007 en 2024 verreden en is de opvolger van de sinds 2002 verreden Budvar Cup die door bierbrouwerij Budweiser Budvar gesponsord werd. Er werd ook een deelwedstrijd in Duitsland bij Berlijn verreden.
Sinds het seizoen 2016/17 is er ook een vrouwencompetitie.

## Wedstrijden (anno 2024-2025)
- Cyclocross Veselí nad Lužnicí in Veselí nad Lužnicí (afgelast)
- Cyclocross Ostrava in Ostrava
- Cyclocross Hlinsko in Hlinsko
- Cyclocross Kolín in Kolín
- Cyclocross Rýmařov in Rýmařov
- Cyclocross Mladá Boleslav in Mladá Boleslav
- Cyclocross Uničov in Uničov

## Erelijst mannen

### Budvar Cup
- 2001/2002:  Jiří Pospíšil
- 2002/2003:  Petr Dlask
- 2003/2004:  Kamil Ausbuher
- 2004/2005:  Zdeněk Mlynář
- 2005/2006:  Petr Dlask
- 2006/2007:  Zdeněk Mlynář

### TOI TOI Cup
- 2007/2008:  Zdeněk Mlynář
- 2008/2009:  Martin Bína
- 2009/2010:  Johannes Sickmüller
- 2010/2011:  Jaroslav Kulhavý
- 2011/2012:  Christoph Pfingsten
- 2012/2013:  Martin Bína
- 2013/2014:  Tomáš Paprstka
- 2014/2015:  Jakub Skála
- 2015/2016:  Tomáš Paprstka
- 2016/2017:  Tomáš Paprstka
- 2017/2018:  Tomáš Paprstka
- 2018/2019:  Jan Nesvadba
- 2019/2020:  Michael Boroš
- 2020/2021:  Michael Boroš[1]
- 2021/2022:  Michael Boroš
- 2022/2023:  Šimon Vaníček
- 2023/2024:  Marek Konwa

## Erelijst vrouwen

### TOI TOI Cup
- 2016/2017:  Martina Mikulášková
- 2017/2018:  Pavla Havlíková
- 2018/2019:  Pavla Havlíková
- 2019/2020:  Tereza Vaníčková
- 2020/2021:  Karla Štěpánová
- 2021/2022:  Kristýna Zemanová
- 2022/2023:  Katerina Douderová
- 2023/2024:  Katerina Douderová

2001-2002 · 2002-2003 · 2003-2004 · 2004-2005 · 2005-2006 · 2006-2007 · 2007-2008 · 2008-2009 · 2009-2010 · 2010-2011 · 2011-2012 · 2012-2013 · 2013-2014 · 2014-2015 · 2015-2016 · 2016-2017 · 2017-2018 · 2018-2019 · 2019-2020 · 2020-2021 · 2021-2022 · 2022-2023 · 2023-2024 · 2024-2025
Kampioenschappen:  Wereldkampioenschappen ·
 Europese kampioenschappen ·
 Pan-Amerikaanse kampioenschappen
 België ·
 Canada ·
 Denemarken ·
 Duitsland ·
 Finland ·
 Frankrijk ·
 Hongarije ·
 Ierland ·
 Italië ·
 Japan ·
 Kroatië ·
 Luxemburg ·
 Nederland ·
 Nieuw-Zeeland ·
 Noorwegen ·
 Oostenrijk ·
 Polen ·
 Servië ·
 Slowakije ·
 Spanje ·
 Tsjechië ·
 Verenigd Koninkrijk ·
 Verenigde Staten ·
 Zweden ·
 Zwitserland
Klassementen:  Wereldbeker ·
 Superprestige ·
 X²O Badkamers Trofee ·
 HSF System Cup ·
 USCX Series ·
 Coupe de France ·
 National Trophy Series ·
 Giro d'Italia Ciclocross ·
 Copa de España ·
 New England Series ·
 Swiss Cyclocross Cup
Overig:  Exact Cross
Voormalig:  EKZ CrossTour ·  Rectavit Series ·  US Cup